# .et
.et es el dominio de nivel superior geográfico (ccTLD) para Etiopía.